# 기어박스 소프트웨어
기어박스 소프트웨어(Gearbox Software)는 1999년 1월에 랜디 피치포드, 스테판 바할, 랜돈 몬티고메리, 브라이언 마르텔과 롭 헤이로니무스의 다섯 명에 의해 설립된 게임 개발사이다. 고성능 PC 및 콘솔 게임인 브라더스 인 암스: 로드 투 힐 30, 브라더스 인 암스: 언드 인 블러드, 헤일로: 컴벳 에볼루드의 PC판과 하프라이프의 확장팩 어포징 포스와 블루 쉬프트로 잘 알려져 있다.
스튜디오는 텍사스주의 플라노에 위치해 있으며, 현재 170명이 넘어가는 개발자와 서포트 종업원이 있다. 기어박스는 유비소프트, 세가, 마이크로소프트 게임 스튜디어스, 일렉트로닉 아츠, 엑티비전과 비벤디 게임스, 그리고 그외 다른 스튜디오와 파트너로서 번지, 에픽 게임스, 벨브 소프트웨어, 게임로프트, 리추얼 엔터테인먼트, 데르니우그 스튜디어스와 일하였다.

## 개발한 게임 목록
- 브라더스 인 암스 시리즈
  - 브라더스 인 암스: 로드 투 힐 30 - PC, Xbox, PS2 (2005년 3월).
  - 브라더스 인 암스: 언드 인 블러드 - PC, Xbox, PS2 (2005년 10월 4일). 모바일 게임 (2005년 12월)
  - 브라더스 인 암스: 헬즈 하이웨이 - PC, Xbox 360, PS3 (2007년 예정).
  - 브라더스 인 암스: D-Day - PSP (2006년 12월)
  - 브라더스 인 암스 DS - NDS (2007년 여름)
  - 브라더스 인 암스: 더블 타임 - Wii (2007년 가을).
- 제임스 본드 007: 나이트파이어 - PC (2002년 11월).
- 카운터 스트라이크: 컨디션 제로 - PC (2004년 3월)
- 토니 호크의 프로 스케이트 3 - PC (2002년 10월)
- 하프라이프 시리즈
  - 하프라이프: 어포징 포스 - PC 확장팩 (1999년 10월).
  - 하프라이프: 블루 쉬프트 - PC 확장팩 (2001년 7월)
  - 하프라이프: 디케이 - PS2 (2001년 11월)
- 헤일로: 컴벳 에볼루드 - PC, Mac (2003년 9월)
- 헤일로: 커스텀 에디션 - PC (2004년 5월).